# Ţās Tappeh
Ţās Tappeh (persiska: طاس تپه, تَش تِپِ) är en ort i Iran.   Den ligger i provinsen Hamadan, i den nordvästra delen av landet, 270 km väster om huvudstaden Teheran. Ţās Tappeh ligger 1 873 meter över havet och antalet invånare är 318.
Terrängen runt Ţās Tappeh är platt åt nordost, men åt sydväst är den kuperad. Runt Ţās Tappeh är det ganska tätbefolkat, med 54 invånare per kvadratkilometer. Närmaste större samhälle är Mohājerān, 15,7 km sydost om Ţās Tappeh. Trakten runt Ţās Tappeh består i huvudsak av gräsmarker.